# Peter Rehberg
Peter Rehberg (ur. 29 czerwca 1968 w Londynie, zm. 22 lipca 2021) – brytyjski muzyk, kompozytor muzyki elektronicznej.

## Dyskografia
- (1995) General Magic & Pita: Fridge Trax 12" (Mego)
- (1996) Pita: Seven Tons For Free CD (Mego)
- (1996) General Magic & Pita: Live & Final Fridge LP/CD (Source)
- (1997) Rehberg & Bauer: faßt CD (Touch)
- (1999) Rehberg & Bauer: ballt CD (Touch)
- (1999) Pita: Get Out CD (Mego)
- (1999) Fennesz/O’Rourke/Rehberg: The Magic Sound Of Fenn O´Berg CD (Mego)
- (2001) Pita: invalidObject Series (break) 3" CD (Fällt)
- (2001) POP (Zbigniew Karkowski and Peter Rehberg): Album LP (Tochnit Aleph)
- (2001) Rehberg & Bauer: passt CD (Touch)
- (2002) Pita: Get Down LP (Mego)
- (2002) DACM: Showroom Dummies CD (Mego)
- (2002) Fennesz/O’Rourke/Rehberg: The Return Of Fenn O’Berg CD/LP (Mego)
- (2003) Pita: Early Works 1982-1984 3"CD (Alku)
- (2003) POP: Work Hard Play Harder CD (Absurd)
- (2004) DACM: Stereotypie CD (Asphodel)
- (2004) Pita: Get Off (Häpna)
- (2005) Christian Fennesz/Sachiko M/Otomo Yoshihide/Peter Rehberg: Untitled CD (Erstwhile)
- (2005) Peter Rehberg: Fremdkörper (Mosz)
- (2006) KTL (Stephen O'Malley & Peter Rehberg): KTL (Editions Mego)
- (2007) Pita: A Bas la Culture Marchande  (No Fun Prodcutions)
- (2007) KTL (Stephen O'Malley & Peter Rehberg): KTL2 (Editions Mego)
- (2007) KTL (Stephen O'Malley & Peter Rehberg): KTL3 (Or)
- (2007) R/S: One  (Erstwhile)
- (2007) KTL (Stephen O'Malley & Peter Rehberg): Live In Krems (Editions Mego)
- (2008) Pita: Get Out (Editions Mego Version)  (Editions Mego)